# Fernando Estévez

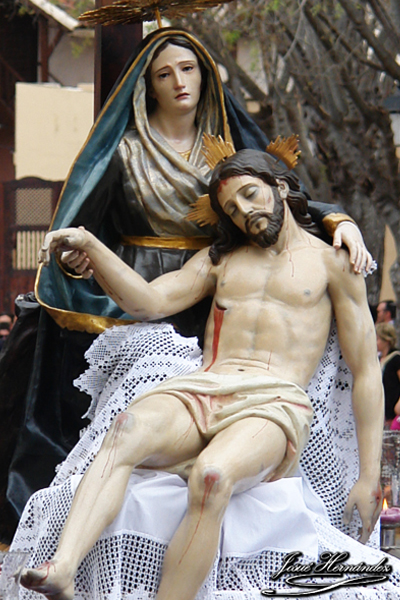
F. Estévez – Virgen de la Candelaria

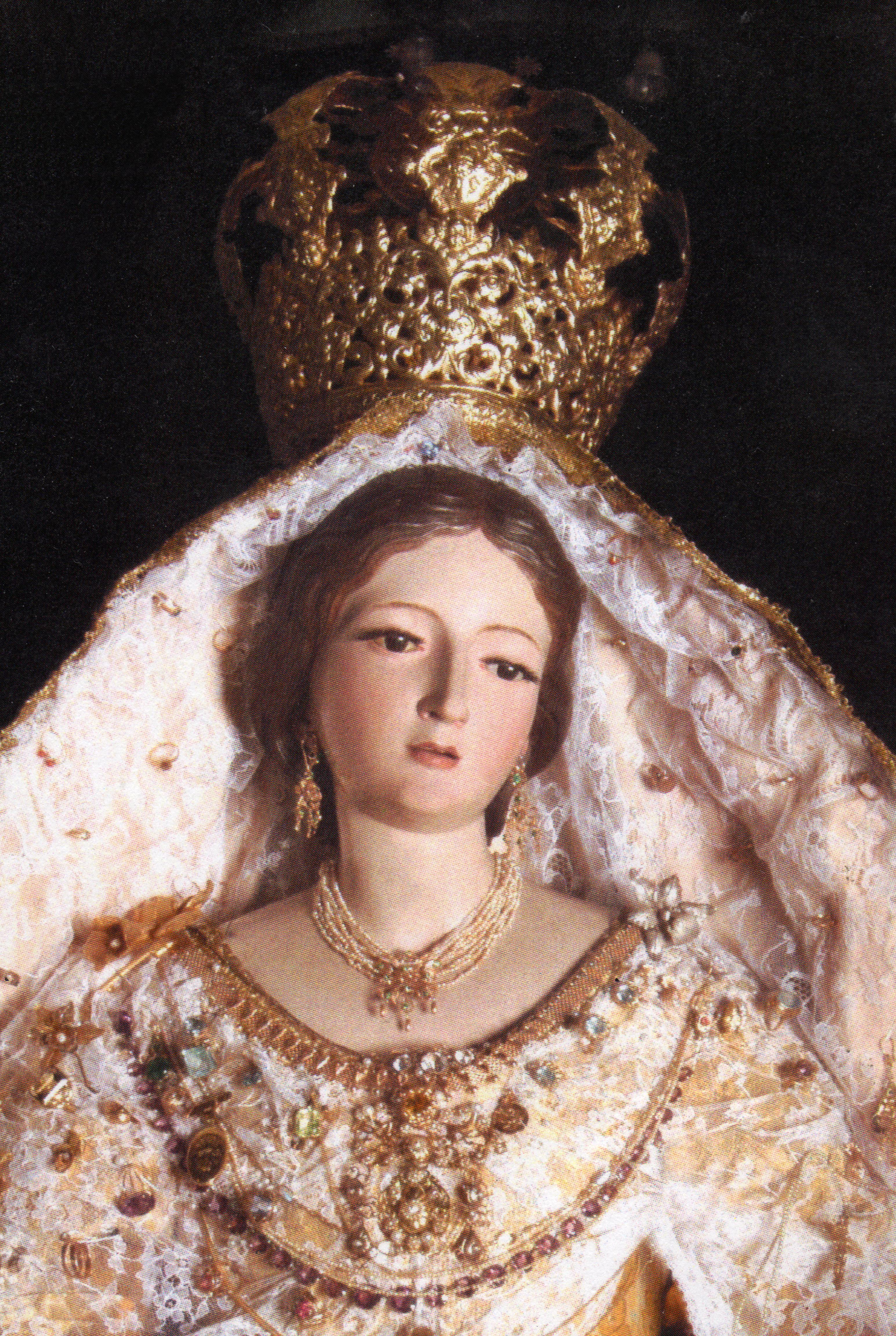
F. Estévez – Virgen de los Remedios

Fernando Estévez del Sacramento (* 3. März 1788 in La Orotava, Teneriffa; † 14. August 1854 in San Cristóbal de La Laguna, ebenda) war ein spanisch-kanarischer Bildhauer und Maler.

## Leben
Fernando Estévez war der Sohn des aus La Laguna stammenden Silberschmiedes Juan Estévez de Salas, der in La Orotava eine eigene Werkstatt unterhielt. Seine erste Ausbildung erhielt Fernando Estévez im Franziskanerkloster San Lorenzo in La Orotava. Dort lernte er den Maler, Bildhauer und Architekten José Luján Pérez kennen, in dessen Werkstatt in Las Palmas de Gran Canaria er dann bis 1808 arbeitete. Anschließend eröffnete Fernando Estévez eine eigene Werkstatt in La Orotava, welche von Anfang an bis zu seinem Lebensende mit Aufträgen überhäuft wurde. Im Jahr 1846 eröffnete er eine Werkstatt in Santa Cruz de Tenerife. Von diesem Zeitpunkt an unterrichtete er auch an der dortigen Provinzialakademie der Schönen Künste.

## Werke
Seine Bildhauerarbeiten, die ausschließlich religiösen Themen darstellen, sind auf den Kanarischen Inseln verbreitet. Besonders zu nennen sind die Kreuzigung in der heutigen Kathedrale von La Laguna, ein Heiliger Petrus in der Kirche Nuestra Señora de la Concepción (La Orotava) und die Unbefleckte Empfängnis in der Kirche Concepción in La Laguna. Sein bekanntestes Werk ist sicher die Jungfrau von Candelaria auf Teneriffa. Diese Figur, die er 1827 schuf, ersetzt heute die im Jahr 1826 bei einer Flut verschwundene Statue der Patronin der Kanarischen Inseln.